# Blennius normani
Blennius normani е вид бодлоперка от семейство Blenniidae. Видът не е застрашен от изчезване.

## Разпространение и местообитание
Разпространен е в Ангола, Бенин, Габон, Гамбия, Гана, Гвинея, Гвинея-Бисау, Демократична република Конго, Екваториална Гвинея, Камерун, Кот д'Ивоар, Либерия, Мавритания, Нигерия, Сенегал, Сиера Леоне и Того.
Среща се на дълбочина от 20 до 200 m, при температура на водата от 12,9 до 22,3 °C и соленост 35,3 – 35,7 ‰.

## Описание
На дължина достигат до 11 cm.